# Yorkville (Manhattan)
Yorkville é um bairro do grande Upper East Side no distrito de Manhattan, em Nova Iorque. É delimitado pelo East River ao leste, 96th Street ao norte, Third Avenue a oeste e 79th Street ao sul.

## Personalidades
- James Cagney, ator, nasceu no bairro.